# ليلي نوفاك
ليلي نوفاك (بالسويدية: Laila Novak)‏ هي عارضة وممثلة سويدية، ولدت في 29 يناير 1942.

## وصلات خارجية
- ليلي نوفاك على موقع IMDb (الإنجليزية)
- ليلي نوفاك على موقع قاعدة بيانات الفيلم (الإنجليزية)